# Aurora (Texas)
Aurora es una ciudad ubicada en el condado de Wise en el estado estadounidense de Texas. En el Censo de 2010 tenía una población de 1.220 habitantes y una densidad poblacional de 126,52 personas por km².

## Historia
Aurora era también una ciudad en el condado de Jefferson, Texas, cerca del origen del río Taylor Bayou del Lago Sabine. La actual ciudad de Port Arthur se ha levantado en tal sitio aproximadamente en 1895, cuando Aurora se convirtió en una ciudad fantasma.

## Demografía
Según el censo de 2010, había 1.220 personas residiendo en Aurora. La densidad de población era de 126,52 hab./km². De los 1.220 habitantes, Aurora estaba compuesto por el 83.69% blancos, el 0.57% eran afroamericanos, el 0.82% eran amerindios, el 0.25% eran asiáticos, el 0% eran isleños del Pacífico, el 11.64% eran de otras razas y el 3.03% pertenecían a dos o más razas. Del total de la población el 20.49% eran hispanos o latinos de cualquier raza.

## Incidente UFO
Conocido por los avistamientos de OVNIS producidos en la zona (Incidente OVNI de Aurora - 1897). Para muchos especialistas todo se debió a una invención del periódico para atraer la línea de ferrocarril al pueblo y evitar así el aislamiento, cosa que no se produjo pese a la increíble noticia.